# Leury
Leury ist eine französische Gemeinde mit 102 Einwohnern (Stand: 1. Januar 2022) im Département Aisne in der Region Hauts-de-France. Sie gehört zum Arrondissement Soissons und zum Kanton Soissons-1.

## Geographie
Die Gemeinde Leury liegt etwa fünf Kilometer nördlich von Soissons. #Im Süden der Gemeinde steht ein Windpark mit vier Windkraftanlagen. Nachbargemeinden von Leury sind Juvigny im Nordwesten und Norden, Terny-Sorny im Nordosten, Clamecy im Osten, Crouy im Südosten und Süden, Cuffies im Süden und Südwesten sowie Chavigny im Westen.

## Bevölkerungsentwicklung
| Jahr                       | 1962 | 1968 | 1975 | 1982 | 1990 | 1999 | 2006 | 2012 | 2022 |
| -------------------------- | ---- | ---- | ---- | ---- | ---- | ---- | ---- | ---- | ---- |
| Einwohner                  | 123  | 120  | 101  | 139  | 135  | 113  | 107  | 106  | 102  |
| Quellen: Cassini und INSEE |      |      |      |      |      |      |      |      |      |

## Sehenswürdigkeiten

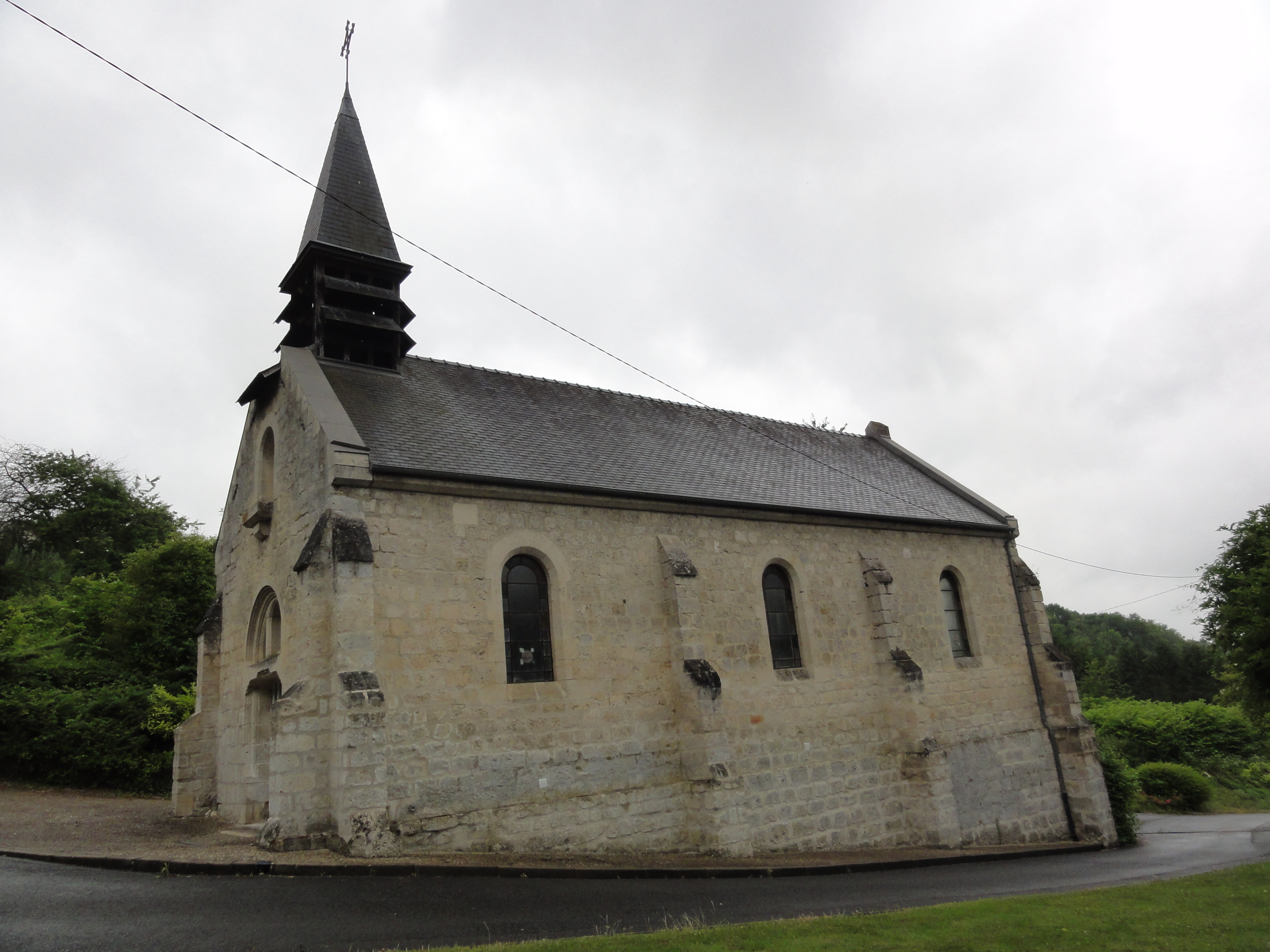
Kirche Notre-Dame-et-Saint-Nicodème
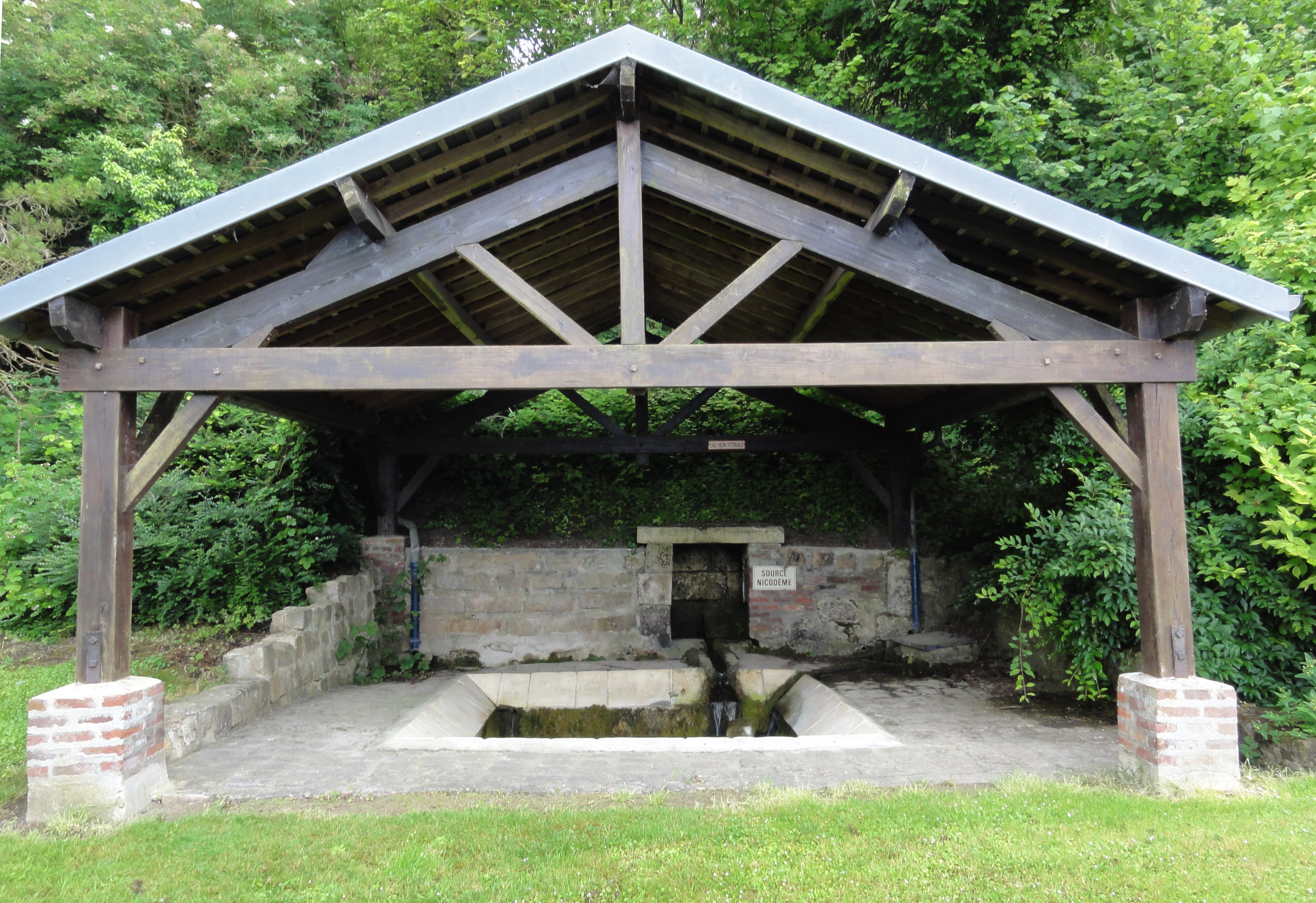
Lavoir
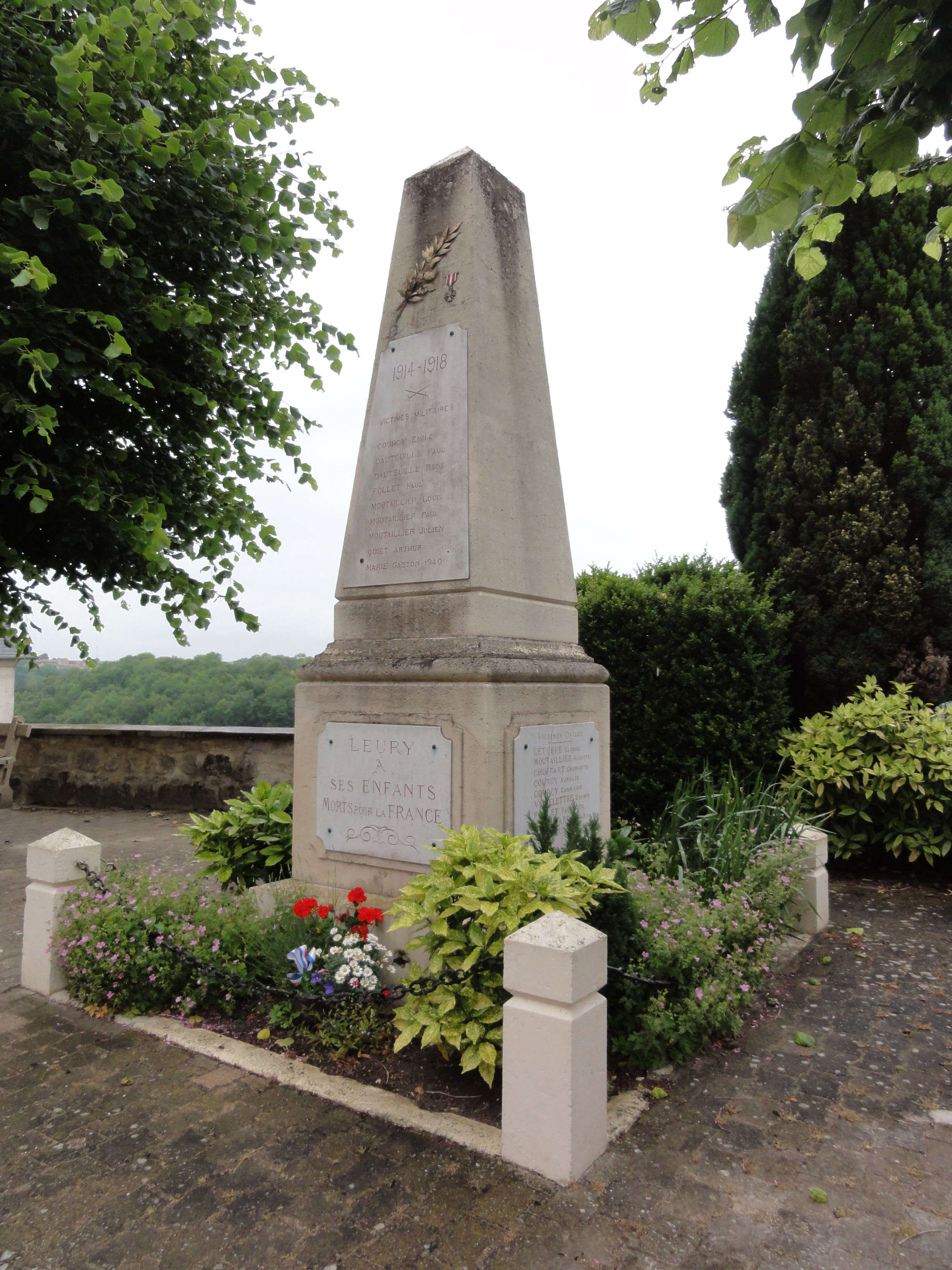
Gefallenendenkmal

- Kirche Notre-Dame-et-Saint-Nicodème
- Lavoir
- Gefallenendenkmal